# Idiomas de Aruba
En Aruba impera el multilingüismo, donde la mayoría de la población sabe hablar más de cuatro idiomas. Al igual que en el resto de las islas ABC los idiomas oficiales son el papiamento y el neerlandés, este último es el idioma de instrucción en escuelas y la lengua de trabajo.

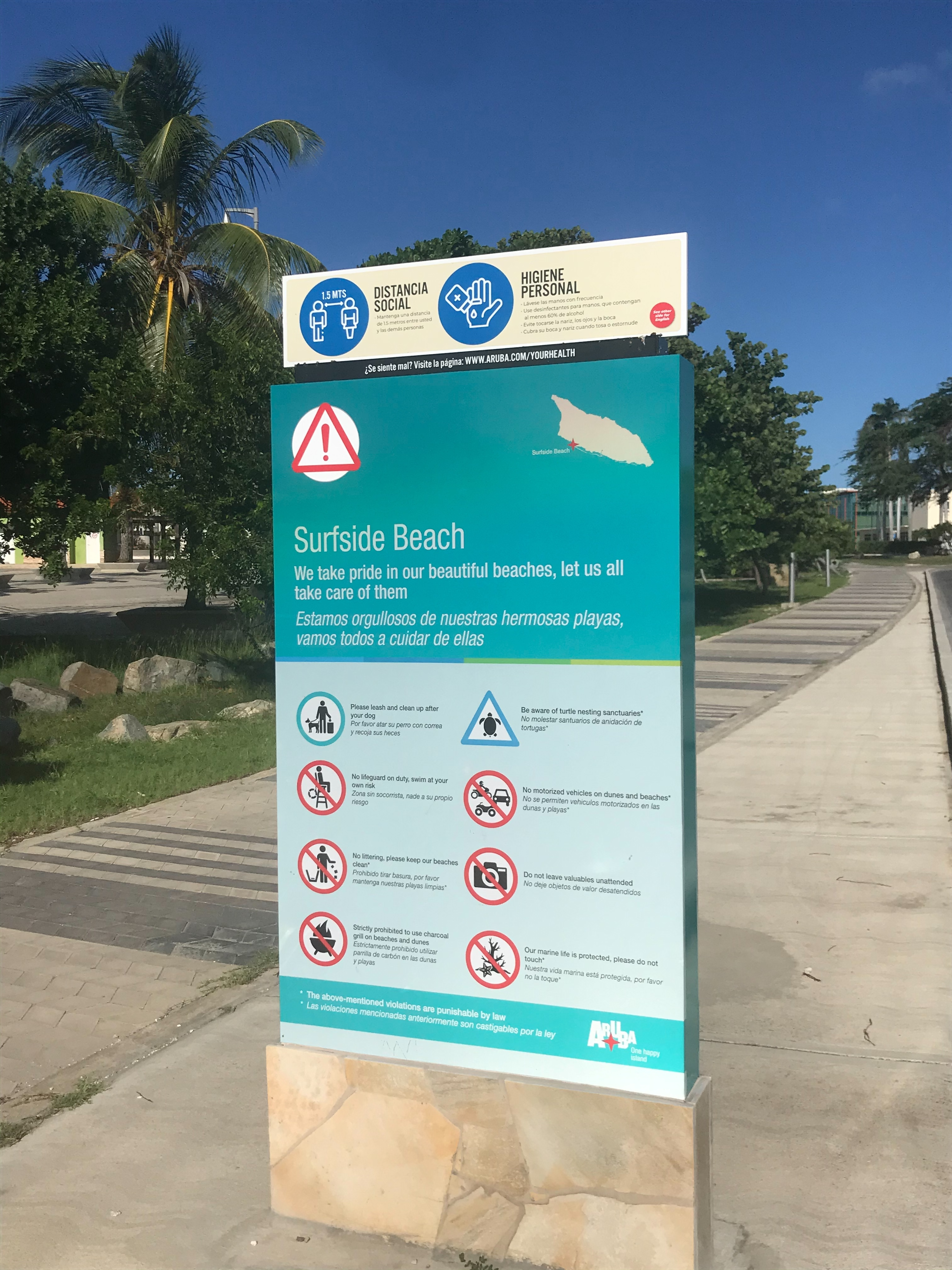
Aviso de 2020 sobre el Covid escrito en inglés y español en Oranjestad, Aruba

## Idiomas segúnThe World Factbook
Según información de la CIA la población usa como lenguas principales las siguientes:
- Papiamento (oficial y lengua nacional) por el 69,4 %
- Español 13,7 %, llegando hasta el 85% como segunda lengua (importante por su cercanía con Venezuela, enseñado en las escuelas desde el 5º grado)
- Inglés (importante por el turismo, enseñado en las escuelas desde el 4º grado) el 7,1 %
- Neerlandés (oficial usado en la administración pública) el 6,1 %
- Chino, hablado por el 1,5 %.
- Otros, el 1,7 %
- El 0,4 % inespecificado

El idioma más utilizado es el papiamento, que es la lengua materna de la mayor parte de la población, entre el 60 y 70% del total. Es hablado por unas 60.000 personas y es una lengua criolla resultante de la combinación del portugués, neerlandés, español, arauaco, francés e inglés. En 1976 el Parlamento de Aruba aprobó su ortografía, y en 1995, fue oficialmente añadido en el currículum escolar en 1998 y 1999.
En Aruba se observa una gran cantidad de hispanohablantes. alrededor del 85% de la población sabe hablar español (pero de este 85%, sólo 1/5 de ellos posee al español como lengua única). Según el censo de 2.000, el 12,6% de la población la usa como su lengua principal. Su relativa cercanía con Venezuela la ha hecho muy importante, destacándose como el segundo idioma más hablado, tanto que en las escuelas se aprende desde quinto grado; se pueden ver además varios canales de televisión venezolanos en la isla.
También se habla el inglés, aproximadamente por 7,7% de la población según el censo de 2000 siendo el cuarto idioma más hablado, se aprende en la escuela desde cuarto grado. También se habla minoritariamente el portugués, francés y sranan tongo.
Aruba tiene 4 periódicos publicados en Papiamento: "Diario", "Bon Dia", "Solo di Pueblo" y "Awe Mainta", además de 2 en inglés: "Aruba Today" y "The News", 18 emisoras de radio (2 AM y 16 FM) y tres televisoras locales (Tele-Aruba, Aruba Broadcast Company y Star Television).

## Frases enpapiamentode Aruba

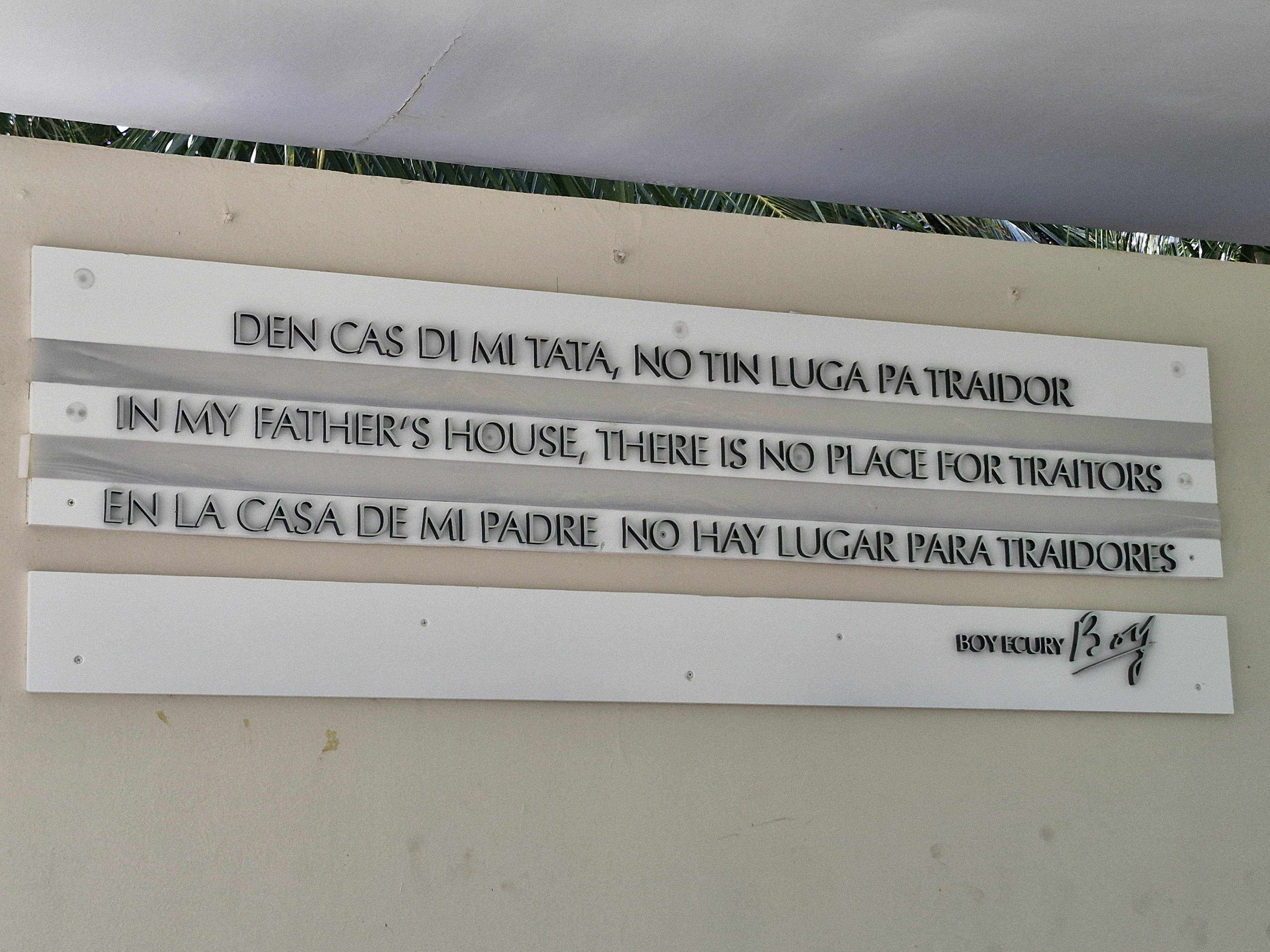
Un cartel en Aruba en Papiamento, Inglés y Español

| Papiamento                    | Español                       | Portugués                    | Neerlandés            |
| ----------------------------- | ----------------------------- | ---------------------------- | --------------------- |
| Bon dia                       | Buenos días                   | Bom dia                      | Goedemorgen           |
| Bon tardi                     | Buenas tardes                 | Boa tarde                    | Goedenavond           |
| Bon nochi                     | Buenas noches                 | Boa noite                    | Goedenacht            |
| Bon bini                      | Bienvenido                    | Bem vindo                    | Welkom                |
| Danki                         | Gracias                       | Obrigado                     | Dank u/Dank je        |
| Ayo                           | Adiós                         | Adeus                        | Tot ziens             |
| Pasa un bon dia               | Pasa/Que pases un buen día    | Passa/Tenha um bom dia       | Fijne dag             |
| Con ta bay?                   | ¿Cómo estás?/¿Cómo te va?     | Como está/vai?               | Hoe gaat het?         |
| Mi ta bon                     | (Yo) Estoy bien               | (Eu) Estou bem               | Met mij gaat het goed |
| Cuant'or tin? Cuanto ora tin? | ¿Qué hora es?/¿Qué horas son? | Que hora tem?/Que horas são? | Hoe laat is het?      |
| Mi por papia Papiamento       | (Yo) Puedo hablar papiamento  | (Eu) Posso falar papiamento  | Ik spreek Papiaments  |
| Si                            | Sí                            | Sim                          | Ja                    |
| No                            | No                            | Não                          | Nee                   |
| Aruba ta bunita               | Aruba es bonita               | Aruba é bonita               | Aruba is mooi         |